# Zimiris
Zimiris is een geslacht van spinnen uit de  familie van de Prodidomidae.

## Soorten
- Zimiris diffusa Platnick & Penney, 2004
- Zimiris doriai Simon, 1882